# Leonard Ravenhill
Leonard Ravenhill (18 de junho de 1907 – 27 de novembro de 1994) foi um escritor evangelista cristão britânico que focalizava em assuntos como oração e avivamento. É mais conhecido por desafiar a igreja moderna e seu mais notável livro é "Por que Tarda o Pleno Avivamento?"

## Biografia
Nascido em Leeds, Yorkshire, na Inglaterra, Ravenhill foi educado na Cliff College, Inglaterra, aos pés do ministério de Samuel Chadwick. Foi um estudante de História da Igreja e um perito no campo do avivamento. Suas reuniões ao longo da guerra atraiu grandes multidões na Grã-Bretanha, e como resultado, muitos convertidos devotaram-se ao ministério cristão e aos campos de missões mundiais.
Em 1939, casou-se com uma enfermeira irlandesa chamada Martha. O casal teve três filhos: Paul, David e Philip. Paul e David são ministros do Evangelho, e Philip é professor.
Em 1959, Ravenhill e sua família se mudaram da Grã-Bretanha para os Estados Unidos. Nos anos 60, viajaram pelo país pregando o avivamento em reuniões evangelísticas.
Nos anos 80, Ravenhill se mudou para uma casa perto de Lindale, Texas, a curta distância do Rancho do Ministério dos Últimos Dias. Ele regularmente ensinava no M.U.D. e foi um mentor para Keith Green. Também passou um tempo lecionando na Bethany College of Missions em Minnesota, e algum tempo também em Seguin, Texas.
Entre os que foram influenciados por Ravenhill, estão Larry Darby,Ray Comfort, Hernandes Dias Lopes, Daniel Bernardo Marins Ouriques da Cunha, Gregory Mcnutt, Ravi Zacharias, Tommy Tenney, Paulo Júnior, Augustus Nicodemos, Steve Hill, Charles Stanley, Bill Gothard, Paul Washer, Dan Brodeur, Sean Cabral Myers, Brett Mullett, Thomas Sheldon Padley e David Wilkerson.
Leonard Ravenhill foi amigo íntimo do pastor e escritor A.W. Tozer, e ele mesmo um escritor prolífico.
Em seus ensinos e livros, Ravenhill pregou sobre as divergências que ele percebeu entre a Igreja do Novo Testamento e a Igreja de seu tempo, e clamava pela adesão aos princípios do avivamento bíblico.
O Mais famoso livro de Ravenhill
Ele era um escritor prolífico e amigo próximo do pastor e escritor A.W. Tozer. Através de seu ensino e de seus livros, Ravenhill abordou as disparidades que ele percebia entre a Igreja do Novo Testamento e a Igreja moderna e apelou para a adesão aos princípios do reavivamento bíblico. Tozer disse de Ravenhill:
“Para homens como este, a igreja tem uma dívida muito pesada para pagar. O curioso é que ela raramente tenta pagá-la enquanto ele vive. Pelo contrário, a próxima geração constrói seu sepulcro e escreve a sua biografia – como se instintivamente cumprisse a obrigação que a geração anterior, em grande medida, tinha ignorado”.
Quando ele morreu em Novembro de 1994, Ravenhill foi enterrado no mesmo espaço do cantor Keith Green, seu aluno na fé.

## Morte
Tozer disse a respeito de Ravenhill:
A homens como este, a Igreja tem um débito muito grande a ser pago. O curioso é que ela raramente tenta pagá-lo enquanto está vivo. Ao invés disso, a próxima geração ergue seu sepulcro e escreve sua biografia — como se fosse instintivamente e envergonhadamente quitar uma obrigação que a geração anterior ignorou completamente.
Quando faleceu em Novembro de 1994, Ravenhill foi enterrado no mesmo cemitério que Keith Green.
Em sua lápide está escrito:

- Topo: "Carregado por Anjos"
- Base: "AS COISAS PELAS QUAIS VOCÊ TEM VIVIDO VALEM A MORTE DE CRISTO?"